# Lowther (Cumbria)
Pour les articles homonymes, voir Lowther.
Lowther est une paroisse civile de Cumbria, située dans le nord-ouest de l'Angleterre.